# Limenitis livida
Limenitis livida är en fjärilsart som beskrevs av John Henry Leech 1891. Limenitis livida ingår i släktet Limenitis och familjen praktfjärilar. Inga underarter finns listade i Catalogue of Life.